# الکساندر پتیون
الکساندر پتیون (انگلیسی: Alexandre Pétion؛ ۲ آوریل ۱۷۷۰ – ۲۹ مارس ۱۸۱۸) سیاستمدار، پرسنل نظامی و اولین رئیس‌جمهور هائیتی از ۱۸۰۷ تا زمان مرگش در ۱۸۱۸ بود. او یکی از اعضای کوارتت انقلابی بود که شامل توسن لوورتور، ژان-ژاک دسالین و رقیب بعدی او هنری کریستف نیز می‌شد. او در جوانی به عنوان یک رزمنده عالی توپخانه به‌شمار می‌آمد.

## زندگی‌نامه
پتیون به نام «آن الکساندر سابس» در پورتو پرنس به دنیا آمد. پدرش یک فرانسوی ثروتمند به نام پاسکال سابس و مادرش اورسولا، یک زن آزاد مولاتو (دورگه نیمه سیاه) بود، که به این ترتیب او یک کواندرون (یک چهارم تبار آفریقایی) بود. مانند دیگر رنگین‌پوستان آزاد که پدر ثروتمند داشتند، پتیون در سال ۱۷۸۸ به فرانسه فرستاده شد و به تحصیل در آکادمی نظامی پاریس پرداخت.

## انقلاب هائیتی
پتیون در جوانی برای شرکت در انقلاب هائیتی به سنت دومینگ بازگشت و در شمال هائیتی با نیروهای بریتانیایی درگیر شد. هنری دونداس، از اشراف ملویل، که وزیر جنگ نخست‌وزیر ویلیام پیت جوان‌تر بود، به سر آدام ویلیامسون، فرماندار جامائیکا دستور داد تا با نمایندگان مستعمره‌های فرانسه توافق‌نامه‌ای را امضا کند که وعده بازگرداندن حکومت سابق، برده‌داری و تبعیض علیه نژادهای مختلط را می‌داد، حرکتی که انتقادهایی را از سوی ویلیام ویلبرفورس و توماس کلارکسون، از طرفداران الغاء برده‌داری، برانگیخت.
برای مدت‌ها تنش‌های نژادی و طبقاتی بین رنگین‌پوستان آزاد و سیاه‌پوستان برده و آزاد در سنت دومینیک وجود داشت. در آنجا جمعیت سیاه‌پوستان برده ده برابر سفیدپوستان و رنگین‌پوستان آزاد بود. در طول سال‌های جنگ علیه زمین‌داران فرانسوی (که معمولاً به آنها گراند بلانک - سفیدهای بزرگ - گفته می‌شد)، قدرت‌طلبی و رقابت بین اتحادهای سیاسی، درگیری‌های نژادی را تشدید کرد.
زمانی که بین سیاه‌پوستان و مولاتوها تنش‌هایی به وجود آمد، پیتون اغلب از جناح مولاتوها حمایت می‌کرد. او با ژنرال آندره ریگو و ژان پیر بویه علیه توسان لوورتیور متحد شدند و در ژوئن ۱۷۹۹ به یک شورش ناموفق، که به آن اصطلاحاً «جنگ چاقوها» گفته شده در جنوب سنت‌دومینگ، دست زدند. این شورشیان در نوامبر به بندر استراتژیک جنوبی ژاکمل عقب رانده شدند. دفاع در آنجا را پتیون فرماندهی می‌کرد. شهر در مارس ۱۸۰۰ سقوط کرد و شورش عملاً پایان یافت. پتیون و دیگر رهبران مولاتو به فرانسه تبعید شدند.
در فوریه ۱۸۰۲، ژنرال شارل لکلرک با ده‌ها کشتی جنگی و ۸۲۰۰۰ سرباز فرانسوی وارد شد تا سن دومینگ را تحت کنترل بیشتری درآورد. ژان د کولر پتیون، بویر و ریگاد با او بازگشتند به این امید که قدرت را در این مستعمره به دست آورند.
پس از تبعید توسن لوورتور توسط فرانسوی‌ها و تجدید مبارزه، پتیون در اکتبر ۱۸۰۲ به نیروهای ملی‌گرا پیوست. این به دنبال یک کنفرانس مخفی در آرکاهای بود، که درآنجا پتیون از ژان ژاک دسالین، ژنرالی که ژاکمل را تسخیر کرده بود، حمایت کرد. شورشیان پایتخت پورتو پرنس را در ۱۷ اکتبر ۱۸۰۳ تصرف کردند. دسالین در ۱ ژانویه ۱۸۰۴ اعلام استقلال کرد و نام کشور را هائیتی گذاشت. در ۶ اکتبر ۱۸۰۴، دسالین خود را فرمانروای مادام‌العمر اعلام کرد و به عنوان امپراتور هائیتی با عنوان ژاک اول تاجگذاری کرد.